# Kleine Rausche
Die Kleine Rausche ist ein 443,2 m ü. NHN hoher Berg an der Grenze der Gemeinden Neunkirchen und Wilnsdorf im Kreis Siegen-Wittgenstein in Nordrhein-Westfalen – mit Gipfellage auf Wilnsdorfer Gebiet. Er liegt zwischen den Ortsteilen Salchendorf (Neunkirchen) sowie Rinsdorf und Wilden (Wilnsdorf) im südlichen Siegerland und ist Teil der Rausche neben der Großen Rausche nordwestlich vom Berg.